# Новые Дворы (Поляновское сельское поселение)
Новые Дворы — деревня в Вяземском районе Смоленской области России. Входит в состав Поляновского сельского поселения. Население — 1 житель (2007 год). 
Расположена в восточной части области в 8 км к юго-западу от Вязьмы, в 0,1 км южнее автодороги Р134 «Старая Смоленская дорога» Смоленск — Дорогобуж — Вязьма — Зубцов, на берегу реки Новоселка. В 4 км севернее деревни расположена железнодорожная станция Гредякино на линии Москва — Минск. 

## История
В годы Великой Отечественной войны деревня была оккупирована гитлеровскими войсками в октябре 1941 года, освобождена в марте 1943 года.